# Molières 1994
La 8e Nuit des Molières a eu lieu le 18 avril 1994.

## Molière du comédien
- Jean-Pierre Marielle dans Le Retour
  - Jean-Luc Moreau dans Comment va le monde, Môssieu ? Il tourne, Môssieu !
  - Jacques Villeret dans Le Dîner de cons
  - Thierry Fortineau dans Le Visiteur
  - Maurice Garrel dans Le Visiteur
  - Gérard Desarthe dans La Volupté de l'honneur

## Molière de la comédienne
- Tsilla Chelton dans Les Chaises
  - Danièle Lebrun dans La Fille à la trompette
  - Isabelle Huppert dans Orlando
  - Coline Serreau dans Quisaitout et Grobêta
  - Caroline Sihol dans Je m'appelais Marie-Antoinette

## Molière du comédien dans un second rôle
- Roland Blanche dans La Résistible Ascension d'Arturo Ui
  - Guy Tréjan dans Hamlet
  - Francis Lax dans L'Ampoule magique
  - Gérard Hernandez dans Le Dîner de cons
  - Roger Dumas dans Le Retour

## Molière de la comédienne dans un second rôle
- Annick Alane dans Tailleur pour dames
  - Gisèle Casadesus dans Le Retour en Touraine
  - Catherine Rich dans Quand elle dansait...
  - Josiane Stoléru dans Le Visiteur
  - Marie Trintignant dans Le Retour

## Molière de la révélation théâtrale
- Éric-Emmanuel Schmitt dans Le Visiteur
  - Marc Duret dans Les Grandes Personnes
  - Samuel Labarthe dans Ce qui arrive et ce qu'on attend
  - Beata Nilska dans La Fille à la trompette
  - Adrien de Van dans L'Ampoule magique

## Molière de l'auteur
- Éric-Emmanuel Schmitt pour Le Visiteur
  - Francis Veber pour Le Dîner de cons
  - Coline Serreau pour Quisaitout et Grobêta
  - Victor Haïm pour Chair amour
  - Jean-Marie Besset pour Ce qui arrive et ce qu'on attend

## Molière de l'adaptateur
- Attica Guedj, Stéphan Meldegg pour L'Ampoule magique
  - Eric Kahane pour Le Retour
  - Yves Bonnefoy pour Hamlet
  - Jean-Marie Besset pour Talking heads

## Molière du metteur en scène
- Benno Besson pour Quisaitout et Grobêta
  - Gérard Vergez pour Le Visiteur
  - Patrice Kerbrat pour Ce qui arrive et ce qu'on attend
  - Jean-Luc Boutté pour La Volupté de l'honneur
  - Terry Hands pour Hamlet

## Molière du créateur de costumes
- Jean-Marc Stehlé pour Quisaitout et Grobêta
  - Sylvie Poulet pour Je m'appelais Marie-Antoinette
  - Françoise Tournafond pour Fous des folies
  - Louis Bercut pour La Volupté de l'honneur

## Molière du décorateur scénographe
- Jean-Marc Stehlé pour Quisaitout et Grobêta
  - Carlo Tommasi pour Le Visiteur
  - Jacques Noël pour Le Mal court
  - André Acquart pour Comment va le monde, Môssieu ? Il tourne, Môssieu !

## Molière du meilleur spectacle comique
- Quisaitout et Grobêta aux Théâtre de la Porte-Saint-Martin, Comédie de Genève
  - La si jolie vie de Sylvie Joly au Théâtre Déjazet
  - Le Dîner de cons au Théâtre des Variétés
  - Alex Métayer à L'Opéra-Comique

## Molière du spectacle en région
- Le Malade imaginaire, mise en scène Marcel Maréchal, au théâtre national de Marseille La Criée et au Centre national de création d'Orléans
  - Alceste aux Théâtre des Treize Vents, Centre Dramatique National Languedoc-Roussillon Montpellier, Cie de Saint-Étienne
  - La Cerisaie au théâtre national de Marseille La Criée
  - Visiteurs aux Centre dramatique national de Besançon, La Manufacture (Nancy)

## Molière du théâtre privé
- Le Visiteur au Petit Théâtre de Paris
  - Quisaitout et Grobêta à La Comédie de Genève, et au Théâtre de la Porte-Saint-Martin
  - Le Retour au Théâtre de l'Atelier
  - La Volupté de l'honneur au Théâtre Hébertot
  - Ce qui arrive et ce qu'on attend aux théâtre de la Gaîté Montparnasse, Théâtre des Mathurins

## Molière du théâtre public
- Comment va le monde, Môssieu ? Il tourne, Môssieu !, mise en scène Jean-Pierre Miquel, au théâtre national de la Colline et au Centre national de création d'Orléans
  - L'Homme qui aux Théâtre des Bouffes du Nord, et théâtre national de Bretagne (Rennes)
  - Dom Juan à La Comédie-Française
  - Un Chapeau de paille d'Italie au TNP Villeurbanne
  - Orlando à l'Odéon-Théâtre de l'Europe Festival d'Automne

## Molière du spectacle musical
- Le Quatuor au Théâtre Déjazet
  - Starmania au Théâtre Mogador
  - Fous des folies aux Folies Bergère
  - Les Innocentines aux Théâtre 14, Théâtre de la Potinière